# Летящи катерици
Летящите катерици (Pteromyini) са триб дребни бозайници от семейство Катерицови (Sciuridae).
Той включва над 40 вида в 15 рода. Летящите катерици имат специални кожни приспособления, които им дават възможност да планират на разстояния до 90 m. Активни са главно през нощта и намират храната си — плодове, ядки, яйца, гъби — по дърветата, между които планират.

## Родове
Триб Pteromyini – Летящи катерици
- Род Aeretes, 1 вид
- Род Aeromys, 2 вида
- Род Belomys, 1 вид
- Род Biswamoyopterus, 1 вид
- Род Eoglaucomys, 1 вид
- Род Eupetaurus, 1 вид
- Род Glaucomys, 2 вида
- Род Hylopetes, 10 вида
- Род Iomys, 2 вида
- Род Petaurillus, 3 вида
- Род Petaurista, 8 вида
- Род Petinomys, 9 вида
- Род Pteromys, 2 вида
- Род Pteromyscus, 1 вид
- Род Trogopterus, 1 вид